# Jerzy Tuszewski
Jerzy Tuszewski (* 12. März 1931 in Chełm; † 16. Oktober 2016 in Warschau) war ein polnischer Journalist, Dokumentarfilmer, Dramatiker, Hörfunk- und Theaterregisseur und Produzent von Dokumentarfilmen.

## Wirken
Tuszewski arbeitete seit 1955 für Polskie Radio und war dort ab 1965 hauptberuflicher Regisseur. Ab 1976 arbeitete er auch für Rundfunkstationen u. a. in Berlin, Brüssel, Budapest, Helsinki, Köln, Paris, Prag, Rom, Saarbrücken und Sidney. Mehrere Jahre leitete er bei Polskie Radio 2 das Studio Form Dokumentalnych. Zwischen 1989 und 1994 war er Initiator, künstlerischer Leiter und Programmdirektor von drei Sitzungen des Forums für Radiokunst MACROPHON unter der Schirmherrschaft der Europäischen Rundfunkunion (EBU) in Stettin und Breslau.
Weiterhin war Tuszewski Gründer und Mitglied der Gruppe Ars Acustica bei der EBU in Genf sowie Vorstand der Ateliers de Création Sonore et Radiophonique der Société des Auteurs et Compositeurs Dramatiques in Brüssel und mehrfach Juror bei internationalen Rundfunkkunstwettbewerben. Für seine Radiodokumentationen und seine künstlerische Arbeit erhielt er 1993 das Goldene Mikrophon (Złoty Mikrofon). 1997 wurde er mit dem Goldenen Ehrenabzeichen des Polnischen Rundfunks ausgezeichnet, 1998 mit der Ehrenauszeichnung der Urheberrechtsorganisation der polnischen Bühnenautoren und -komponisten ZAiKS. Sein Hörspiel Festung Breslau – eine dokumentarische Radiorhapsodie wurde im Januar 1983 Hörspiel des Monats in Deutschland.

## Hörspiele in Deutschland
- 1977: Internationale Experimentalstudios: Studio Experimente Warschau. Ein Bericht mit Beispielen  – Regie: Nicht angegeben (Bericht – WDR)
- 1979: Acustica International, Grundlagen – Entwürfe – Beispiele: Kunst und Radio – Regie: Nicht angegeben (Feature – WDR)
- 1983: Festung Breslau – Regie: Jerzy Tuszewski (Hörspiel – WDR)
  - Auszeichnung: Hörspiel des Monats Januar 1983
- 1985: Die Gesichter des Witkacy – Sprecher der Regieanweisung und Regie: Jerzy Tuszewski (Hörspiel – SR)
- 1990: Mit Co-Autor Ronald Steckel: Studio Akustische Kunst: 1989. Messe für Massen. Eine radiophone Hommage an die europäischen Völker – Komposition und Regie: Ronald Steckel (Original-Hörspiel, Originaltonhörspiel – WDR)
- 1992: Studio Akustische Kunst: Apollinairia. Je suis la vie, je suis le son et la lumière. Radio-Kalligramm des Dichters Guillaume Apollinaire alias de Kostrowitzky alias Dulcigni in viersprachigen Wortklängen – Regie: Jerzy Tuszewski (Hörspiel – WDR)
- 1993: Studio Akustische Kunst. Internationale Redaktionen der Audio Art: Macrophon oder Die akustische Kunst in Polen. Ein Klangbericht – Regie: Jerzy Tuszewski (Ars acustica – WDR)